# Казанский, Юрий Алексеевич
Ю́рий Алексе́евич Каза́нский (род. 18 октября 1930) — советский и российский физик, организатор образования, педагог, общественный и политический деятель. Доктор физико-математических наук, профессор. Научный руководитель физического пуска второго в мире промышленного реактора на быстрых нейтронах БН-600 на Белоярской АЭС (1980). Ректор Обнинского института атомной энергетики (1985—2000). Председатель Обнинского городского Собрания (1996—1998). Заслуженный деятель науки и техники Российской Федерации (1995). Почётный гражданин города Обнинска (2009).

## Биография
Юрий Казанский родился 18 октября 1930 года.
В школьном возрасте писал стихи, прозу и собирался стать писателем. Чтобы набраться писательского опыта, «решил поплавать на корабле». В 1948 году окончил школу с серебряной медалью и написал письмо в мореходное училище, приложив к нему аттестат. Мореходное училище пригласило его учиться, но вмешавшийся приятель перебил складывающийся план:
Никогда не думал, что ты такой дурак? В какую мореходку? У тебя же родители интеллигентные люди. Сейчас же поехали со мной в Москву поступать в МГУ.
На физический факультет МГУ Казанский не поступил, не справившись с пунктуацией Маяковского в сочинении о поэте. В тот же год поступил на факультет строения вещества Московского высшего технического училища имени Н. Э. Баумана (МВТУ имени Н. Э. Баумана). Через три года Юрия Казанского вместе с другими студентами-отличниками МЭИ, МГУ и ЛГУ перевели в созданный на базе Московского механического института (ММИ) Московский инженерно-физический институт (МИФИ).
Вот я — сын обычных родителей, без какого-то блата. Карманных денег мне никто не давал — у отца кроме меня было три ребёнка. А стипендия, если хорошо учишься, была 600 рублей.
Это большие деньги. На них можно было жить припеваючи. Затем, пристроить меня на «теплое» место тоже было некому, а если ты хорошо учился, тебя пригласят на престижную интересную работу, положат оклад, дадут квартиру или комнату, да ещё будут относиться с уважением: «Вот ты, какой молодец, такой сложный институт с красным дипломом сумел окончить!»
После окончания МИФИ в 1954 году был приглашён на работу в Лабораторию «В» (позже — Физико-энергетический институт, ФЭИ), где занялся разработкой радиационной защиты для небольших свинцово-висмутовых реакторов мощностью 75 и 100 МВт, использующихся на атомных подводных лодках. В процессе этой работы стал старшим научным сотрудником, защитил кандидатскую диссертацию, опубликовал две работы и получил медаль «За трудовое отличие».
В 1967 году ученик и заместитель Александра Лейпунского Виктор Владимирович Орлов пригласил Казанского на должность заведующего лабораторией быстрых реакторов ФЭИ, поставив ему условием — ввиду большого количества работы — отказ от защиты докторской диссертации, уже написанной Казанским в рукописном виде. В результате Юрий Казанский защитил докторскую диссертацию не в 1968 году, как планировал, а по совершенно другой теме в 1978 году.
С 1968 по 1978 год Казанский занимался расчётно-экспериментальными обоснованиями проектов реакторов на быстрых нейтронах, в том числе проводил эксперименты на стендах БФС-1 и БФС-2. К 1978 году стал одним из лучших мировых специалистов в этой теме и был назначен научным руководителем физического пуска первого промышленного быстрого реактора в мире на Белоярской АЭС.
Мы начали ездить туда с 78-го, а к моменту пуска, в 80-м, практически не вылезали. Нужно было подготовить техническую документацию; подготовить технические средства; подготовить людей, которые там будут работать во время пуска и далее. Вы же представляете, какая это ответственность — миллиарды рублей стоит реактор, и хотелось сделать, как следует. А администрация требовала остановить дополнительные проверки и эксперименты — запускать скорее и всё. А мы, коллектив учёных, всё равно сделали своё дело без халтуры.
За пуск первого в мире реактора на быстрых нейтронах БН-600, работающего до сих пор, Юрий Казанский был награждён орденом «Знак Почёта». Аналогичные французский и японский реакторы, запущенные позже белоярского, были остановлены из-за просчётов в проектировании.
В пятидесятилетнем возрасте, в 1980 году, Казанский официально стал пенсионером, но продолжил работать в Физико-энергетическом институте.
В начале 1980-х годов директор Физико-энергетического института Олег Казачковский вынашивал идею создания вместо существующего в Обнинске филиала Московского инженерно-физического института самостоятельного института атомной энергетики. После вечеринки в начале 1984 года между Казачковским и Казанским, руководившим отделом реакторов на быстрых нейтронах, состоялся короткий полушутливый разговор:
— Будешь ректором задуманного нами института?

— Избавиться от меня хотите? Ну что же, ладно. Но только если зарплата у меня останется как сейчас.
Зарплата Казанского в ФЭИ была 600 рублей, зарплата ректора предполагаемого вуза должна была быть 450 рублей. Чтобы увеличить зарплату ректора до 600 рублей, директор ФЭИ Олег Казачковский, первый секретарь Обнинского обкома партии Альфред Камаев и председатель горисполкома Пётр Напреенко добились присвоения будущему вузу первой (высшей) категории. В свой 55-летний юбилей 18 октября 1985 года Казанский был назначен ректором нового Обнинского института атомной энергетики (ИАТЭ).
Институту не хватало площадей, кадров и денег, и Казанский, пользуясь своим авторитетом человека, запустившего первый промышленный реактор на быстрых нейтронах, обратился за помощью к министру среднего машиностроения СССР Ефиму Славскому и министру высшего и среднего специального образования СССР Геннадию Ягодину. Два министра «выбили» для института «фонд», включавший не столько деньги, сколько резерв строительных услуг и материалов. Это позволило построить второй корпус института, на 20 % превышающий первый. Были введены поточные аудитории, спортзал, библиотека и два 9-этажных общежития.
В формировании кадрового костяка Казанский рассчитывал на Физико-энергетический институт, который ему в этом полностью отказал. Ректор начал собирать специалистов по одному, обзванивая знакомых и договариваясь о переводе специалистов с министерством и горкомом партии. Так в Обнинском институте атомной энергетики появились философ Виктор Канке из Бийского педагогического института, специалист по автоматике и приборам контроля Адольф Трофимов из Томского политехнического института, специалист по электротехнике Алексей Абакумов из Уфимского нефтяного института; физик-экспериментатор Евгений Матусевич, конструктор ядерных реакторов Юрий Волков, химик Виктор Милинчук, математик Пётр Андросенко — из различных научно-исследовательских институтов Обнинска.
Через 7—8 лет после создания Обнинский институт атомной энергетики начал работать как полноценное высшее учебное заведение со своими учебными корпусами, научно-исследовательским отделом, аспирантурой. При Казанском появились Студенческий театр ИАТЭ, студенческий клуб, КВН. Во время ректорства Юрия Казанского институт входил в тридцатку лучших вузов России. В конце 1980-х — первой половине 1990-х годов, несмотря на экономический кризис в стране, в ИАТЭ не было ни одной задержки зарплаты.
В 2000 году Казанский добровольно оставил должность ректора Обнинского института атомной энергетики.
После ухода с поста ректора Юрий Казанский во главе группы учёных в обнинской компании «Моделирующие системы» занимался разработкой двух реакторов сверхмалой мощности (7—10 МВт) «Марс» (для медицинских целей) и «Мастер» (для обеспечения энергией отдельных зданий). Особенностью этих реакторов была их саморегулируемость, способность работать без участия людей. Предполагаемая стоимость одного такого реактора была 1—2 миллиона. После окончания научных разработок, проект должен был быть передан в специальную организацию для продолжения работ. Она оценила продолжение работ в 27 миллионов долларов, что полностью остановило проект.
Одновременно Казанский оставался профессором кафедры «Расчет и конструирование реакторов» Обнинского института атомной энергетики и был одним из основателей будущего лицея «Физико-математическая школа» в Обнинске. Пенсия Юрия Казанского в 2010 году составляла 28000 рублей. Прибавкой к ней были полторы ставки в ИАТЭ.
Правда, недавно [в 2010 году] меня остановил постовой и пытался оштрафовать за не пристёгнутый ремень на 100 рублей. Я начал возражать. Он спросил: «Ну что для вас такое 100 рублей?» Я сказал: «На эти деньги можно пообедать». И он меня отпустил. Сказал: «Если вы можете пообедать за 100 рублей — значит, для вас это приличные деньги».
Закрыв для себя тему реакторов сверхмалой мощности — медицинского и для отопления зданий, — на девятом десятке лет Казанский занялся темой отходов ядерной энергетики.

## Награды и звания
- Орден «Знак Почёта»[1]
- Медаль «За трудовое отличие»[1]
- Медаль ордена «За заслуги перед Отечеством» II степени (2005)
- Заслуженный деятель науки и техники РСФСР (1995)
- Почётный гражданин города Обнинска (2009)

### Публикации Юрия Казанского

#### Монографии
- Казанский Ю. А., Кухтевич В. И., Матусевич Е. С. Физические исследования защиты реакторов / Ред. С. Г. Цыпин. — М.: Атомиздат, 1966. — 391 с.
- Абрамов А. И., Казанский Ю. А., Матусевич Е. С. Основы экспериментальных методов ядерной физики. — М.: Атомиздат, 1977. — 524 с.
- Казанский Ю. А., Матусевич Е. С. Экспериментальная реакторная физика. — М.: Мир, 1993. — 444 с.
- Казанский Ю. А., Матусевич Е. С. Экспериментальная физика реакторов. — Обнинск: ИАТЭ, ЭНИМЦ «Моделирующие системы», 1995. — 428 с.

#### Учебные пособия
- Абрамов А. И., Казанский Ю. А., Матусевич Е. С. Основы экспериментальных методов ядерной физики: Учебное пособие для студентов вузов. — М.: Атомиздат, 1970. — 559 с.
- Казанский Ю. А., Матусевич Е. С. Экспериментальные методы физики реакторов: Учебное пособие для вузов по специальности «Атомные электростанции и установки». — М.: Энергоатомиздат, 1984. — 270 с.
- Казанский Ю. А., Лебедев А. Б. Кинетика ядерных реакторов: Учебное пособие курсу «Физическая теория ядерных реакторов». — Обнинск: ИАТЭ, 1990. — 82 с.
- Казанский Ю. А., Матусевич Е. С. Экспериментальная физика реакторов: Учебное пособие для вузов по направлению «Теплоэнергетика» и специальности «Атомные станции и установки». — М.: Энергоатомиздат, 1994. — 350 с.
- Kazansky Yu. А., Matusevich E. S. Experimental physics of reactors: Учебное пособие для вузов. — Обнинск: ИАТЭ, 1995. — 430 с.
- Рябев Г. Н., Казанский Ю. А., Миронович В. Л. Упражнения и задачи по физике реакторов: Учебное пособие по курсу «Физическая теория ядерных реакторов». — Обнинск: ИАТЭ, 1996. — 32 с.
- Казанский Ю. А. Кинетика ядерных реакторов: Учебное пособие по курсу «Физическая теория ядерных реакторов». — Обнинск: ИАТЭ, 2003. — 96 с.
- Казанский Ю. А., Слекеничс Я. В. Коэффициенты реактивности. Введение в динамику реакторов: Учебное пособие по курсам «Кинетика ядерных реакторов», «Динамика ядерных реакторов». — Обнинск: ИАТЭ, 2008. — 224 с.

#### Научно-популярные книги
- Казанский Ю. А. Школьнику об энергетике / Худож. М. М. Пилюгин. — М.: ИздАТ, 1995. — 103 с.

#### Интервью
- Юрий Казанский: реактор БН-800 — это вопрос лидерства России // AtomInfo.Ru. — 2006.
- Легенда атомной отрасли — стезя Ю. А. Казанского // Страна Росатом. — 4 августа 2010 года.

### О Юрии Казанском
- Первый // Новая среда +. — 20 октября 2010 года.
- Только по паспорту // НГ-регион. — 27 сентября 2013 года. — № 37 (1024). Архивировано 3 ноября 2013 года.

## Комментарии
1. ↑  После денежной реформы 1961 года — 60 рублей.